# ارنانی (اپرا)
ارنانی یک نمایشنامه است که توسط ویکتور هوگو به شعر نوشته شده است. اولین بار این نمایشنامه در تاریخ 25 فوریه 1830 در کمدی فرانسز به نمایش درآمد و همان سال نیز نسخه چاپی آن منتشر شد.
این نمایشنامه یکی از مشهورترین آثار ویکتور هوگو است. ژانر این نمایشنامه یک درام رمانتیک است که البته نزدیکی مکتبی آن با رمانتیسم احساس می شود. این اثر در اولین نمایش خود جنجال بسیاری در فرانسه برپا ساخت که دلایل آن را می توان به انقلابی بودن متن نمایشی و همینطور نادیده گرفتن سبک پیشینیان دانست. 
لازم به اشاره است که چهره پادشاه در این نمایشنامه مخدوش شده و به همین دلیل ویکتور هوگو بر سر انتشار آن بسیار با اداره سانسور درگیر شد. در پایان این کشمکش ها ویکتور هوگو تصمیم گرفت تا این نمایشنامه را به صورت ناشناس منتشر کند و همین هم شد، اما برخلاف انتظارات در نخستین شب اجرا واکنش ها به این اثر به اندازه ای جنجال برانگیز بود که ماموران و همینطور نیروی پلیس را به سالن نمایش کشید.  

## شخصیت‌های اصلی

#### ارنانی
شخصیت ایپونیم از نمایشنامه، یک نجیب‌زاده تبعیدی است و معشوقهٔ دونا سول می‌باشد. او متعلق به نسل قهرمانان رمانتیک است که به‌طور ضروری افسون‌شده و ملعون‌اند. در بیست‌سالگی، زندگی‌اش تحت تأثیر مرگ پدرش قرار می‌گیرد. او که به نام ژان دآراگون، کنت آلباترا، بزرگ‌استاد اویس، دوک سگوربه و کاردونا یا مارکیز مونروی شناخته می‌شود، دارای هویت‌های مختلفی است.

#### دون کارلوس
پادشاه اسپانیا (پادشاه کاستیل) است. او شخصیتی از دوران رنسانس است که توانایی انجام بهترین و بدترین کارها را دارد و در میان تضادهای مختلف دست‌وپنجه نرم می‌کند. او تظاهر به تسلیم در برابر پاپ می‌کند و بر دون روی چانتاژ وارد می‌آورد. او در نهایت به امپراتور امپراتوری مقدس روم آلمان (چارلز پنجم) انتخاب می‌شود. تصویر او در نمایشنامه، تصویری از یک پادشاه در حال تحول است.

#### دون روی گومز دو سیلوا
«دوک پاسترانا»، پیرمردی عاشق است. او دوکی ثروتمند و قدرتمند است و طرفدار نظم و انضباط می‌باشد. او عموی دونا سول است و قصد دارد او را به همسری بگیرد.

#### دونا سول دو سیلوا
معشوقهٔ ارنانی است اما باید با دوک پاسترانا ازدواج کند. او از این ازدواجی که راضی به انجام آن نیست نمیتواند منصرف شود، مگر با مداخلهٔ ارنانی که با پوشیدن لباس زائر، به موقع می‌رسد تا هویت واقعی‌اش را فاش کند. او که مدتی نیز مورد علاقهٔ دون کارلوس بوده، نماد کامل یک قهرمان رمانتیک است که به او کاخ‌های فراوان وعده داده می‌شود، اما به وفاداری به دل خود، همه چیز را رد می‌کند، حتی اگر این به تباهی‌اش منتهی شود. او به‌طور ناگسستنی و سرنوشت‌ساز به ارنانی و عشقی که آن‌ها را به هم پیوند می‌دهد، مرتبط است و همین عشق باعث نابودی آن‌ها می‌شود.

## خلاصه متن
پادشاه اسپانیا، دون کارلوس، عاشق دونا سول است که به دون روی گومز وعده داده شده است. اما دونا سول، ارنانی را دوست دارد، مردی که پدرش توسط پدر دون کارلوس کشته شده است. ارنانی قصد انتقام دارد، اما دو مردی که عاشق دونا سول هستند یکدیگر را ملاقات کرده و در یک دوئل به چالش می‌کشند. ارنانی در این دوئل پیروز می‌شود، اما پادشاه گاردهای خود را به تعقیب او می‌فرستد؛ ارنانی ناپدید می‌شود. پادشاه شاهد آماده‌سازی‌های مراسم ازدواج دون روی گومز و دونا سول است. در همین حین ارنانی ظاهر می‌شود، اما دون روی گومز، که بر اساس قانون مهمان‌نوازی مجبور است او را پناه دهد، تصمیم می‌گیرد او را حمایت کند. گومز درمی‌یابد که دونا سول و ارنانی یکدیگر را دوست دارند، اما همچنان از ارنانی حمایت می‌کند.
پادشاه به دون روی گومز اولتیماتومی می‌دهد: یا او ارنانی را تسلیم می‌کند، یا او را خواهد کشت. دون روی گومز پیر امتناع می‌کند و دون کارلوس تصمیم می‌گیرد دونا سول را ربوده و به او آسیب برساند. دون روی گومز و ارنانی با هم توافق می‌کنند تا پادشاه را بکشند، در ازای آن ارنانی به او قول می‌دهد که جانش را حفظ کند اگر صدای طبل را بشنود. پادشاه به امپراتور انتخاب می‌شود، او به دو متحدش بخشش می‌دهد و ازدواج دونا سول با ارنانی را اعلام می‌کند. ارنانی هویت واقعی خود را فاش می‌کند، ژان دآراگون، و به دون ژوان دآراگون تبدیل می‌شود. او تمام ایده‌های انتقام را رها می‌کند. در هنگام مراسم عروسی دو معشوقه، طبل به صدا درمی‌آید و ارنانی متوجه می‌شود که باید از عشق خود جدا شود. دونا سول تصمیم می‌گیرد با عشقش بمیرد و با ارنانی مسموم می‌شود. دون روی گومز، که دیگر هیچ میل به زندگی ندارد، بر روی بدن‌های آن‌ها خود را با چاقو می‌زند.

از همین خلاصه داستان می توان به خوبی متوجه نزدیکی ویکتور هوگو با شکسپیر شد.

## درباره ژانر درام رمانتیک
نمی‌توان دربارهٔ ارنانی صحبت کرد بدون اینکه ژانر آن را، یعنی درام رمانتیک، ذکر کنیم. برخی از نظریه‌پردازان دههٔ ۱۸۲۰ مانند استندال یا آلساندرو مانزونی (در نامه‌ای به آقای شُوه در مورد وحدت مکان و زمان در تراژدی) نیز آن را در آثار خود مورد مطالعه قرار داده‌اند. استندال در سال ۱۸۲۳ در کتاب راسین و شکسپیر نوشته است:
«رمانتیک‌ها به هیچ‌کس توصیه نمی‌کنند که به‌طور مستقیم از درام‌های شکسپیر تقلید کند.»
«آنچه باید از این مرد بزرگ، از شکسپیر تقلید کرد، روش مطالعهٔ دنیای پیرامونمان است و و هنر می باید دقیقا آن ترازدی که زمانه ما به آن نیاز دارد را اهدا کند، اما سایرین جرئت ندارند که این را درخواست کنند، زیرا از شهرت بزرگ راسن می‌ترسند. […]»

«فراموش کرده بودم وحدت مکان؛ این موضوع در شکست وزن الکساندری خواهد رفت.»

## واکنش‌ها
در اولین نمایش، این اثر واکنش‌های تند و غیرمنتظره‌ای را از سوی کلاسیک‌ها که برای نابود کردن اعتراضات موجود در اثر آمده بودند و رمانتیک‌ها که برای حمایت از قهرمان خود یعنی ویکتور هوگو خود آمده بودند، برانگیخت. این شد همان «نبرد ارنانی».

با این حال، با وجود جنگ و دعوا، نمایش موفقیت واقعی کسب کرد (با درآمدی معادل ۴۹۴۰.۶۵ فرانک) و ناشر مامه بدهی خود را به نویسنده پرداخت و طبق افسانه، او را بلافاصله با قرارداد نشر در جلسه‌ای که برگزار شد، به خود پیوست. نمایش‌های بعدی شدت نبرد را افزایش داد، اما نمایش مخاطبان خود را پیدا کرده بود و موفقیت آن کاهش نیافت، و ویکتور هوگو توسط نسل جدید به اوج شهرت رسید. همانطور که تئوفیل گوتیه می‌نویسد: 
«برای نسل ۱۸۳۰، ارنانی همانند ل سید برای هم‌عصران کورنی بود. همه چیزهایی که جوان، شجاع، عاشق و شاعرانه بودند، از آن نفس گرفتند.»
هوگو، که در برابر انتقادهای سیستماتیک طرفداران کلاسیک‌ها، مانند شارل موریس، سن-بوو یا ژان وینت مقاومت می‌کرد، حمایت‌های زیادی از افرادی که از نسل خود نبودند، مانند ویکتور پاوی و شاتوبریان دریافت کرد. شاتوبریان در روز بعد از اولین نمایش به او نوشت:
«دیدم، آقا، اولین نمایش ارنانی را دیدم. از احترامی که نسبت به شما دارم، به خوبی آگاهید، غرور من به هنر و تعهد شما گره خورده است، خودتان می دانید از چه خاطر! من می‌روم، شما می‌آیید. الهامات اتان فراموش اتان نشود. با معنویت اتان برای مردگان دعا کنید.»
در مقابل، بالزاک نقدی تند در فرودگاه روزنامه‌های سیاسی در ۷ آوریل ۱۸۳۰ نوشت:
«تمامی اجزای این نمایش فرسوده است؛ موضوع غیرقابل قبول است؛ شخصیت‌ها نادرست هستند؛ رفتار شخصیت‌ها به خلاف عقل سلیم است.. نویسنده بیشتر نویسنده است تا شاعر، و بیشتر از شاعر هم یک نمایشنامه نویس! آقای ویکتور هوگو هیچگاه تصادفاً هم که شده، ویژگی طبیعی را پیدا نخواهد کرد... ارنانی حداکثر می‌توانست موضوع یک بالاد باشد.»
اگرچه ارنانی راه‌های جدیدی را باز کرد و به عنوان سکویی برای رمانتیسم عمل کرد، این نمایش در طول قرن نوزدهم اهمیت خود را از دست داد و امروز کمتر اجرا می‌شود و بنابراین کمتر از روی بلاس از همان نویسنده یا لورنساتسو و آدمی که با عشق شوخی نمی‌کند از موسه شناخته شده است.

## ترجمه به فارسی
این متن نمایشی توسط رامتین شهبازی به فارسی ترجمه شده و توسط نشر نیماژ منتشر گردیده است.

در توضیحات این نشر که توسط وبسایت رسمی نشر نیماژ از این نمایشنامه منتشر شده، اینچنین آمده:
«نمایشنامه‌ی ارنانی یا هرنانی یكی از بحث‌انگیزترین نمایشنامه‌های تاریخ ادبیات نمایشی محسوب می‌شود. نمایشنامه‌ای كه در نخستین شب اجرا مجادلات بسیاری را میان علاقه‌مندان تئاتر برانگیخت. هوگو در این نمایشنامه آن‌چه به‌عنوان تئوری نظری درباره‌ی مكتب رمانتیسیسم را در ذهن داشت، به صورت عملی پیاده كرد و متن، مقدمه‌ی این نمایشنامه و مقدمه‌ی نمایشنامه‌ی كرامول از مهم‌ترین آثار ادبیات نمایشی دوره‌ی رمانتیک به‌شمار می‌آیند. نمایشنامه‌ی ارنانی در سال 1830 میلادی نگاشته شد و هوگو در آن بخشی از تاریخ سیاسی كشور اسپانیا در اوایل قرن شانزده میلادی یعنی سال 1519 را مرور می‌كند. هوگو در این نمایشنامه اگرچه كشور اسپانیا را به‌عنوان بستر رخداد داستان‌های خود برمی‌گزیند، اما می‌كوشد تصاویری از جامعه‌ی فرانسه‌ی دوران خود، یعنی سرخوردگی‌های انقلاب كبیر فرانسه را در اثرش جای دهد.»